# 花漾搜索
花漾搜索是由新华社中国搜索团队所开发的一款搜索引擎移动应用程序，于2019年7月11日正式发布，可运行于安卓和iOS平台上。软件使用人工智能技术对搜索内容进行审核和过滤，以使搜索结果和推荐内容适合未成年人。